# Lalondeïta
La lalondeïta és un mineral de la classe dels silicats. Fou anomenada així per Andrew M. McDonald i George Y. Chao en honor d'André Edmon Lalonde, professor de mineralogia a la Universitat d'Ottawa.

## Característiques
La lalondeïta és un silicat de fórmula química (Na,Ca)₆(Ca,Na)₃Si16O38(F,OH)₂·3H₂O. Cristal·litza en el sistema triclínic. La seva duresa a l'escala de Mohs és 3.
L'exemplar que va servir per a determinar l'espècie, el que es coneix com a material tipus, es troba conservat al: Museu de Natura del Canadà amb el número de catàleg cmnmc 83720.
Segons la classificació de Nickel-Strunz, la lalondeïta pertany a «09.EE - Fil·losilicats amb xarxes tetraèdriques de 6-enllaços connectades per xarxes i bandes octaèdriques» juntament amb els següents minerals: brokenhillita, pirosmalita-(Fe), friedelita, pirosmalita-(Mn), mcgillita, nelenita, schal·lerita, palygorskita, tuperssuatsiaïta, yofortierita, windhoekita, falcondoïta, loughlinita, sepiolita, kalifersita, gyrolita, orlymanita, tungusita, reyerita, truscottita, natrosilita, makatita, varennesita, raïta, intersilita, shafranovskita, zakharovita, zeofil·lita, minehil·lita, fedorita, martinita i bementita.

## Formació i jaciments
Fou descoberta en una única mostra de bretxa alterada o, prossiblement marbre alterat, recol·lecta l'any 1985. S'ha descrit associada a microclina, clinoamfíbols i narsarssukita. és un mineral hidrotermal de baixa temperatura i estadi tardà.